# Porgimi la zampa
Porgimi la zampa (Lend a Paw) è un film del 1941 diretto da Clyde Geronimi. È un cortometraggio animato della serie Mickey Mouse, prodotto dalla Walt Disney Productions e uscito negli Stati Uniti il 3 ottobre 1941, distribuito dalla RKO Radio Pictures. Nell'aprile 1997 fu inserito nel film di montaggio direct-to-video I capolavori di Topolino. Il cortometraggio è conosciuto a partire dal 1995 come Qua la zampa.
Il film è in gran parte un remake del cortometraggio Pluto, l'amico di Topolino e vinse l'Oscar al miglior cortometraggio d'animazione nel 1942.

## Trama
In un giorno d'inverno, Pluto salva la vita a un gattino, che lo segue fino a casa e che Topolino decide di tenere. Pluto diventa subito geloso, perché l'animaletto si mette nelle sue cose, compresa la sua cuccia e, consigliato dalla sua diabolica coscienza, decide di fare in modo che il gattino combini un guaio, così fa rovesciare e rompere la boccia di Bianca, la pesciolina rossa. Quando Topolino arriva, Pluto dà la colpa al gattino, ma Bianca afferma che il colpevole è il cane. Furibondo, Topolino caccia Pluto fuori di casa; rimasto solo e al freddo, Pluto scoppia a piangere. Poco dopo, il gattino esce di casa giocando con una palla, ma improvvisamente cade dentro un pozzo. Pluto raggiunge il pozzo, dove la coscienza angelica gli dice di salvare il gattino, mentre quella diabolica di lasciarlo affogare. Dopo che la coscienza angelica sconfigge la sua controparte, Pluto mette in salvo il gattino rischiando la sua stessa vita. Per fortuna, Topolino sente l'ululato di aiuto di Pluto e lo salva, portandolo dentro casa. Alla fine, Pluto e il gattino diventano amici, con la coscienza angelica che dice che la gentilezza verso gli animali verrà ricompensata alla fine.

## Distribuzione

### Edizione italiana
Il cortometraggio arrivò in Italia il 22 marzo 1967, abbinato alla riedizione del documentario Deserto che vive. Il doppiaggio originale, diretto da Giulio Panicali su dialoghi di Roberto De Leonardis, venne eseguito negli stabilimenti Fono Roma con la partecipazione della C.D.C. e fu incluso nella VHS I capolavori di Walt Disney - 9 Oscars uscita nel maggio 1986. Il corto fu poi ridoppiato nel 1985 dalla Effe Elle Due sotto la direzione di Franco Latini per l'inclusione nella VHS Cani e simpatia e nel 1995 venne nuovamente ridoppiato dalla Royfilm in collaborazione con Angriservices Edizioni per l'inserimento nella VHS Pluto aiutante offresi. Tale doppiaggio è stato usato in TV, nonché in tutte le successive pubblicazioni home video.

### Edizioni home video

#### VHS
- Cani e simpatia (aprile 1985)[7]
- I capolavori di Walt Disney - 9 Oscar (maggio 1986)[6][8]
- Pluto aiutante offresi (settembre 1995)[1]
- I capolavori di Topolino (aprile 1997)[2]
- Qua la zampa, Pluto (giugno 2000)[9]
- Vacanze di Natale in Casa Disney (gennaio 2003)[10]

#### DVD
Il cortometraggio è incluso nei DVD Walt Disney Treasures: Pluto, la collezione completa - Vol. 1, Vacanze di Natale in casa Disney e, come contenuto speciale, in quelli di Red e Toby - Nemiciamici e Oliver & Company.

## Riconoscimenti
- 1942 - Premio Oscar
  - Oscar al miglior cortometraggio d'animazione a Walt Disney